# Дивјацка Нова Вес
Дивјацка Нова Вес (слч. Diviacka Nová Ves) насељено је мјесто са административним статусом сеоске општине (слч. obec) у округу Прјевидза, у Тренчинском крају, Словачка Република.

## Становништво
| Година:    | 1994. | 2004.   | 2014. | 2024.   |
| ---------- | ----- | ------- | ----- | ------- |
| Број људи: | 1730  | 1754    | 1754  | 1760    |
| Разлика:   |       | +1,38 % | +0 %  | +0,34 % |

| Година:    | 2023. | 2024.   |
| ---------- | ----- | ------- |
| Број људи: | 1761  | 1760    |
| Разлика:   |       | -0,05 % |

Према подацима о броју становника из 2011. године насеље је имало 1.758 становника.